# El Voluntario
El Voluntario fue un periódico editado en la ciudad española de Barcelona en 1895.

## Descripción
Subtitulado «semanario satírico carlista», apareció a primeros de 1895 y salía de la Imprenta Española de la calle del Hospital los sábados, en ocho páginas de 36 por 25 centímetros, cuatro de ellas con retratos y caricaturas litografiadas y las otras a dos columnas. El vigesimoprimer número, por ejemplo, publicaba, según Navarro Cabanes, el retrato del presbítero Ramón Valls, texto en prosa y verso y caricaturas de Buixareu, que firmaba la cabecera. Señala Navarro Cabanes que fue algún rozamiento con las autoridades del partido el que lo condujo a cesar en su publicación en agosto.